# Пол Ереман
Пол Ереман (на френски: Paule Herreman) е белгийска радио- и телевизионна водеща.

## Биография
Тя е родена през 1919 година в семейството на поета Реймон Хереман. Завършва „Германска филология“ и работи като стенограф в Сената и като секретарка. След войната става говорителка в радиото, а после и в телевизията. През следващите години е водеща на културни и забавни предавания.
Пол Ереман умира на 3 октомври 1991 година.